# Amar sin límites
Amar sin límites est une telenovela mexicaine en 130 épisodes de 142 minutes et diffusé entre le 16 octobre 2006 et le 20 avril 2007 sur Canal de las Estrellas. C'est un remake du telenovela argentin Resistiré diffusé en 2003.
Cette série est inédite dans tous les pays francophones.

## Distribution
- Karyme Lozano : Azul Toscano
- René Strickler (es) : Don Mauricio Duarte
- Valentino Lanús (es) : Diego Moran
- Mónika Sánchez (es) : Silvana Lombardo
- Sabine Moussier : Eva Santoro
- María Sorté (es) : Clemencia Huerta de Morán
- Otto Sirgo (es) : Alfredo Toscano
- Alma Muriel (es) : Leonarda Galván
- José Carlos Ruiz (es) : Don Aurelio Huerta
- Isaura Espinoza (es) : Isela
- Socorro Bonilla (es) : Gloria Provenzano
- Lourdes Munguía (es) : Emilia
- Diana Golden (es) : Inés Menzur
- Juan Carlos Serrán (es) : Aníbal Menéndez
- Marco Muñoz (es) : Manuel Morán
- Luis Bayardo : Don Jesús « Chucho » Rivera
- Carmen Becerra (es) : Lidia Morán Huerta
- Manuela Imaz (es) : Cecilia Galindo
- Julio Camejo : Paco
- Jorge de Silva : Arnaldo Toscano
- Agustín Arana : Luis Felipe Peña
- Eduardo Liñán : Román Pérez Castelar
- Luis Xavier : Julio Corzo
- Alejandro Ávila : Mario López
- Arsenio Campos : Leandro Burgay
- Jaime Lozano : Efraín García
- Alejandro Ruiz : Gustavo Lara 'Tavo'
- Lisardo : Piero Escobar
- Marcelo Córdoba : Andrés Galván
- Estrella Lugo : Lucía
- Fernanda Ruizos : Alicia Sanchéz Díaz
- Óscar Ferretti : Gaspar García
- Rafael del Villar : Iván
- Mariana Beyer : Caty Duarte
- Myrrah Saavedra : Magda de Peña
- Lupita Lara : Madre María
- Alejandro Correa : Frijolito
- Ernesto Faxas : Flavio
- Patsy : Liliana de Duarte
- Adriano Zendejas : Dieguito Morán Toscano
- Ricardo Vera : Dr. Linares

## Diffusion internationale
| Pays                   | Chaîne                 | Titre            | Série première  |
| ---------------------- | ---------------------- | ---------------- | --------------- |
| Mexique                | Canal de las Estrellas | Amar sin límites | 16 octobre 2006 |
| Mexique                | TLNovelas              | Amar sin límites |                 |
| Colombie               | RCN Televisión         | Amar sin límites |                 |
| Équateur               | Gama TV                | Amar sin límites |                 |
| Panama                 | Telemetro              | Amar sin límites |                 |
| États-Unis             | Univision              | Amar sin límites |                 |
| États-Unis             | Telefutura             | Amar sin límites |                 |
| République dominicaine | Telemicro              | Amar sin límites |                 |
| Pérou                  | América Televisión     | Amar sin límites |                 |
| Croatie                | Doma TV                |                  |                 |

## Autres versions
- Resistiré (es) (Telefe, 2003)
- Watch Over Me (en) (MyNetworkTV, 2006-2007)
- Resistirei (pt) (SIC, 2007-2008)